# Souk Kdim
Souk Kdim (en àrab سوق اقديم, Sūq Iqdīm; en amazic ⵙⵓⵇ ⵇⴷⵉⵎ) és una comuna rural de la província de Tetuan, a la regió de Tànger-Tetuan-Al Hoceima, al Marroc. Segons el cens de 2014 tenia una població total de 7.823 persones.